# Classici (Oscar Mondadori) dal 301 al 400
|  | I 100 precedenti: Classici (Oscar Mondadori) dal 201 al 300 |

## Dal n. 301 al n. 400
| Numero | Titolo                                                                   | Autore                                                                   |
| ------ | ------------------------------------------------------------------------ | ------------------------------------------------------------------------ |
| 301    | Innario cistercense                                                      | a cura di Mario Santagostini                                             |
| 302    | Brevissima relazione della distruzione delle Indie                       | Bartolomé de Las Casas                                                   |
| 303    | Un eroe del nostro tempo                                                 | Michail Jur'evič Lermontov                                               |
| 304    | I salmi                                                                  | Commento di Gianfranco Ravasi, traduzione poetica di David Maria Turoldo |
| 305    | Storia dei longobardi                                                    | Paolo Diacono                                                            |
| 306    | Antonio e Cleopatra                                                      | William Shakespeare                                                      |
| 307    | Frankenstein o il moderno Prometeo                                       | Mary Shelley                                                             |
| 308    | Nanà                                                                     | Émile Zola                                                               |
| 309    | Le grazie                                                                | Ugo Foscolo                                                              |
| 310    | L'insurrezione di Milano nel 1848 e della successiva nuova guerra        | Carlo Cattaneo                                                           |
| 311    | Novantatré                                                               | Victor Hugo                                                              |
| 312    | Racconti                                                                 | Johann Wolfgang von Goethe                                               |
| 313    | Middlemarch                                                              | George Eliot                                                             |
| 314    | Ballate delle baracche e altre poesie                                    | Rudyard Kipling                                                          |
| 315    | La steppa e altri racconti                                               | Anton Čechov                                                             |
| 316    | L'americano                                                              | Henry James                                                              |
| 317    | Il monaco                                                                | Matthew Gregory Lewis                                                    |
| 318    | La cena de le ceneri                                                     | Giordano Bruno                                                           |
| 319    | Poesie                                                                   | Percy Bysshe Shelley                                                     |
| 320    | Inni                                                                     | Sant'Ambrogio                                                            |
| 321    | La preghiera                                                             | Origene                                                                  |
| 322    | Poesie di guerra e di mare                                               | Herman Melville                                                          |
| 323    | Spettri                                                                  | Henrik Ibsen                                                             |
| 324    | I promessi sposi: storia milanese del secolo XVII                        | Alessandro Manzoni                                                       |
| 325    | Cirano di Bergerac                                                       | Edmond Rostand                                                           |
| 326    | Novelle esemplari                                                        | Miguel de Cervantes                                                      |
| 327    | Molto rumore per nulla                                                   | William Shakespeare                                                      |
| 328    | Il duello e altri racconti                                               | Anton Čechov                                                             |
| 329    | Gli intrattenimenti delle notti sull'isola                               | Robert Louis Stevenson                                                   |
| 330    | La corsia n. 6 e altri racconti                                          | Anton Čechov                                                             |
| 331    | Viaggio d'inverno                                                        | Aleksandr Sergeevič Puškin                                               |
| 332    | Inni alla notte - Canti spirituali                                       | Novalis                                                                  |
| 333    | Bibbia, I. Antico Testamento. Pentateuco                                 | a cura della Società biblica italiana                                    |
| 334    | Bibbia, II. Antico Testamento. Libri Storici, 1                          | a cura della Società biblica italiana                                    |
| 335    | L'Iliade di Omero                                                        | Vincenzo Monti                                                           |
| 336    | La prima educazione sentimentale                                         | Gustave Flaubert                                                         |
| 337    | Taide                                                                    | Anatole France                                                           |
| 338    | Bibbia, III. Antico Testamento. Libri Storici, 2                         | a cura della Società biblica italiana                                    |
| 339    | Bertoldo e Bertoldino; Cacasenno                                         | Giulio Cesare Croce, Adriano Banchieri                                   |
| 340    | Don Giovanni                                                             | Søren Kierkegaard                                                        |
| 341    | Rudin                                                                    | Ivan Sergeevič Turgenev                                                  |
| 342    | Enrico di Ofterdingen                                                    | Novalis                                                                  |
| 343    | Vita e morte di re Giovanni                                              | William Shakespeare                                                      |
| 344    | Poesie                                                                   | Giorgio Baffo                                                            |
| 345    | Bibbia, IV. Antico Testamento. Libri poetici, 1                          | a cura della Società biblica italiana                                    |
| 346    | Attraverso i campi e lungo i greti                                       | Gustave Flaubert                                                         |
| 347    | Guerra giudaica                                                          | Flavio Giuseppe                                                          |
| 348    | Ballata del carcere e altre poesie                                       | Oscar Wilde                                                              |
| 349    | Lady Roxana                                                              | Daniel Defoe                                                             |
| 350    | Prediche                                                                 | Meister Eckhart                                                          |
| 351    | Intrusi nella notte e altri racconti                                     | Thomas Hardy                                                             |
| 352    | Il monaco nero e altri racconti                                          | Anton Čechov                                                             |
| 353    | Bibbia, V. Antico Testamento. Libri Poetici, 2                           | a cura della Società biblica italiana                                    |
| 354    | Il furfante, ovvero Vita di don Paolo furfante e vagabondo               | Francisco de Quevedo y Villegas                                          |
| 355    | Lettere da Vincennes e dalla Bastiglia                                   | Donatien Alphonse François de Sade                                       |
| 356    | Troilo e Cressida                                                        | William Shakespeare                                                      |
| 357    | Bibbia, VI. Antico Testamento. Libri Profetici, 1                        | a cura della Società biblica italiana                                    |
| 358    | I lavoratori del mare                                                    | Victor Hugo                                                              |
| 359    | Il povero musicante - Il convento presso Sendomir                        | Franz Grillparzer                                                        |
| 360    | Bibbia, VII. Antico Testamento. Libri Profetici, 2                       | a cura della Società biblica italiana                                    |
| 361    | Bibbia, VIII. Nuovo Testamento. Vangeli                                  | a cura della Società biblica italiana                                    |
| 362    | Bibbia, IX. Nuovo Testamento. Atti degli Apostoli - Lettere di san Paolo | a cura della Società biblica italiana                                    |
| 363    | Bibbia, X. Nuovo Testamento. Altre lettere - Apocalisse                  | a cura della Società biblica italiana                                    |
| 364    | Northanger Abbey                                                         | Jane Austen                                                              |
| 365    | Jane Eyre                                                                | Charlotte Brontë                                                         |
| 366    | Poemi conviviali                                                         | Giovanni Pascoli                                                         |
| 367    | Il vicario di Wakefield                                                  | Oliver Goldsmith                                                         |
| 368    | Le mille e una notte                                                     | a cura di Massimo Jevolella                                              |
| 369    | Della guerra                                                             | Karl von Clausewitz                                                      |
| 370    | Profumo                                                                  | Luigi Capuana                                                            |
| 371    | Antologia di scrittori garibaldini                                       | a cura di Paolo Ruffilli                                                 |
| 372    | L'omicidio e altri racconti                                              | Anton Čechov                                                             |
| 373    | Poesie scelte                                                            | Trilussa                                                                 |
| 374    | Considerazioni sulla storia universale                                   | Jacob Burckhardt                                                         |
| 375    | La filosofia nel boudoir, ovvero I precetti immorali                     | Donatien Alphonse François de Sade                                       |
| 376    | Ondina                                                                   | Friedrich de la Motte Fouqué                                             |
| 377    | La mia vita e altri racconti                                             | Anton Čechov                                                             |
| 378    | Fiabe                                                                    | Fratelli Grimm                                                           |
| 379    | La signora con il cagnolino e altri racconti                             | Anton Čechov                                                             |
| 380    | Dracula                                                                  | Bram Stoker                                                              |
| 381    | Isabella d'Egitto, primo amore di Carlo V                                | Achim von Arnim                                                          |
| 382    | Lettere filosofiche, o Lettere inglesi                                   | Voltaire                                                                 |
| 383    | Paul e Virginie                                                          | Jacques-Henri Bernardin de Saint-Pierre                                  |
| 384    | La tormenta e altri racconti                                             | Lev Tolstoj                                                              |
| 385    | Scritti di estetica                                                      | Friedrich Hölderlin                                                      |
| 386    | La cugina Bette                                                          | Honoré de Balzac                                                         |
| 387    | Nido di nobili                                                           | Ivan Turgenev                                                            |
| 388    | Poesie                                                                   | John Keats                                                               |
| 389    | Il Fiore - Detto d'Amore                                                 | Dante Alighieri                                                          |
| 390    | Inni di Zarathushtra                                                     | a cura di Marcello Meli                                                  |
| 391    | La confessione di un figlio del secolo                                   | Alfred de Musset                                                         |
| 392    | La malattia mortale                                                      | Søren Kierkegaard                                                        |
| 393    | Antologia dei poeti parnassiani                                          | a cura di Marica Larocchi                                                |
| 394    | La principessa Brambilla                                                 | Ernst Theodor Amadeus Hoffmann                                           |
| 395    | La Bibbia concordata                                                     | a cura della Società biblica italiana                                    |
| 396    | Fiabe romantiche tedesche                                                | a cura di Marina Bistolfi                                                |
| 397    | Fiabe                                                                    | Hans Christian Andersen                                                  |
| 398    | La lettera scarlatta                                                     | Nathaniel Hawthorne                                                      |
| 399    | Les hommes d'aujourd'hui: vite dei poeti maledetti                       | Paul Verlaine                                                            |
| 400    | Lucerna e altri racconti                                                 | Lev Tolstoj                                                              |

|  | I 100 successivi: Classici (Oscar Mondadori) dal 401 al 500 |